# Партия реконструкции Кореи
«Партия реконструкции Кореи» (кор. 조국혁신당, дословно «Отечественная партия инноваций» или «Партия инноваций Чо Гука») — либеральная политическая партия в Республике Корея, основанная 3 марта 2024 года бывшим министром юстиции Чо Гуком. Партия выступала против того, что она называла «прокурорской диктатурой» администрации президента Юн Сок Ёля. Целью партии является реформирование и деполитизация прокуратуры Республики Кореи.

## История
Бывший министр юстиции при администрации Мун Чжэ Ина Чо Гук объявил 13 февраля 2024 года, что планирует создать новую политическую партию с целью борьбы с «прокурорской диктатурой». Впоследствии он зарегистрировал «Новую партию Чо Гука» (кор. 조국신당) для проведения подготовительного комитета по созданию партии при Национальной избирательной комиссии. После проведения конкурса по названию партии 29 февраля её название было изменено на «Корейская инновационная партия». Партия выбрала цвет «true blue» в качестве основного.
3 марта 2024 года партия была официально зарегистрирована.

## Идеология
«Партию реконструкцию Корею» называют либеральной и прогрессивной.
Программой партии в качестве приоритетной задачи предусмотрена отмена «прокурорской диктатуры» в Республике Корее и прекращение правления администрации президента Юн Сок Ёля. Цель партии — реформировать Министерство экономики и финансов и сделать Бюджетное управление Национального собрания независимым от Министерства экономики и финансов. В экономических вопросах партия демонстрирует прогрессивные тенденции. Она поддерживает более широкое государственное вмешательство в экономику посредством инвестиций в окружающую среду и науку, сбалансированное развитие, расширение системы социальной защиты. Партия стремится достичь мирных отношений сотрудничества с КНДР, денуклеаризации Корейского полуострова и следовать пацифистской внешней политике.

## Руководство партии
| №     | Имя          | Фото | В должности            | В должности     | Примечание                                          |
| №     | Имя          | Фото | Вступление в должность | Отставка        | Примечание                                          |
| ----- | ------------ | ---- | ---------------------- | --------------- | --------------------------------------------------- |
| 1     | Чо Гук       |      | 3 марта 2024           | 4 июля 2024     | избран председателем                                |
| и. о. | Ким Джун Хён |      | 4 июля 2024            | 20 июля 2024    | председатель Комитета по чрезвычайному реагированию |
| 2     | Чо Гук       |      | 20 июля 2024           | 12 декабря 2024 | избран председателем                                |
| и. о. | Ким Сон Мин  |      | 12 декабря 2024        | в должности     | исполняющая обязанности председателя                |

## Результаты на выборах

### Парламентские выборы
| Выборы | Получено всего мест | По партийным спискам | По партийным спискам | По партийным спискам | По округам     | По округам     | По округам     | Статус    | Лидер кампании |
| Выборы | Получено всего мест | Голосов              | Доля                 | Мест                 | Голосов        | Доля           | Мест           | Статус    | Лидер кампании |
| ------ | ------------------- | -------------------- | -------------------- | -------------------- | -------------- | -------------- | -------------- | --------- | -------------- |
| 2024   | 12 из 300           | 6 874 278            | 24,25%               | 12                   | не участвовала | не участвовала | не участвовала | Оппозиция | Чо Гук         |